# 1a etapa del Tour de França de 2017
La 1a etapa del Tour de França 2017 es disputà el dissabte 1 de juliol de 2017. Es va tractar d'una contrarellotge de 14 km disputada als carrers de la ciutat de Düsseldorf. El guanyador de l'etapa va ser el gal·lés Geraint Thomas, de l'equip Sky, que va ser seguir a 5 segons pel suís Stefan Küng, de l'equip BMC, i a 7 segons pel belarús Vasil Kiryenka, també de l'equip Sky. L'etapa es va disputar sota la pluja i va estar marcada pels abandons d'Alejandro Valverde i de Ion Izagirre, tots dos víctimes d'una caiguda al mateix revolt.

## Recorregut
La primera etapa del Tour de França 2017 va ser una contrarellotge de 14 km disputada a Düsseldorf. Tant la sortida com l'arribada es trobaven dins del barri d'Stockum, prop del Messe Düsseldorf. El recorregut començava amb 4 quatre quilòmetres al costat del Rin, travessava el riu per recórrer els carrers del nucli urbà, i a continuació tornava a travessar el riu en sentit contrari per recórrer els últims 4 quilòmetres, de nou al costar del Rin. Aquesta era la quarta vegada que el Tour de França prenia la seva sortida a Alemanya.

## Progrés de l'etapa

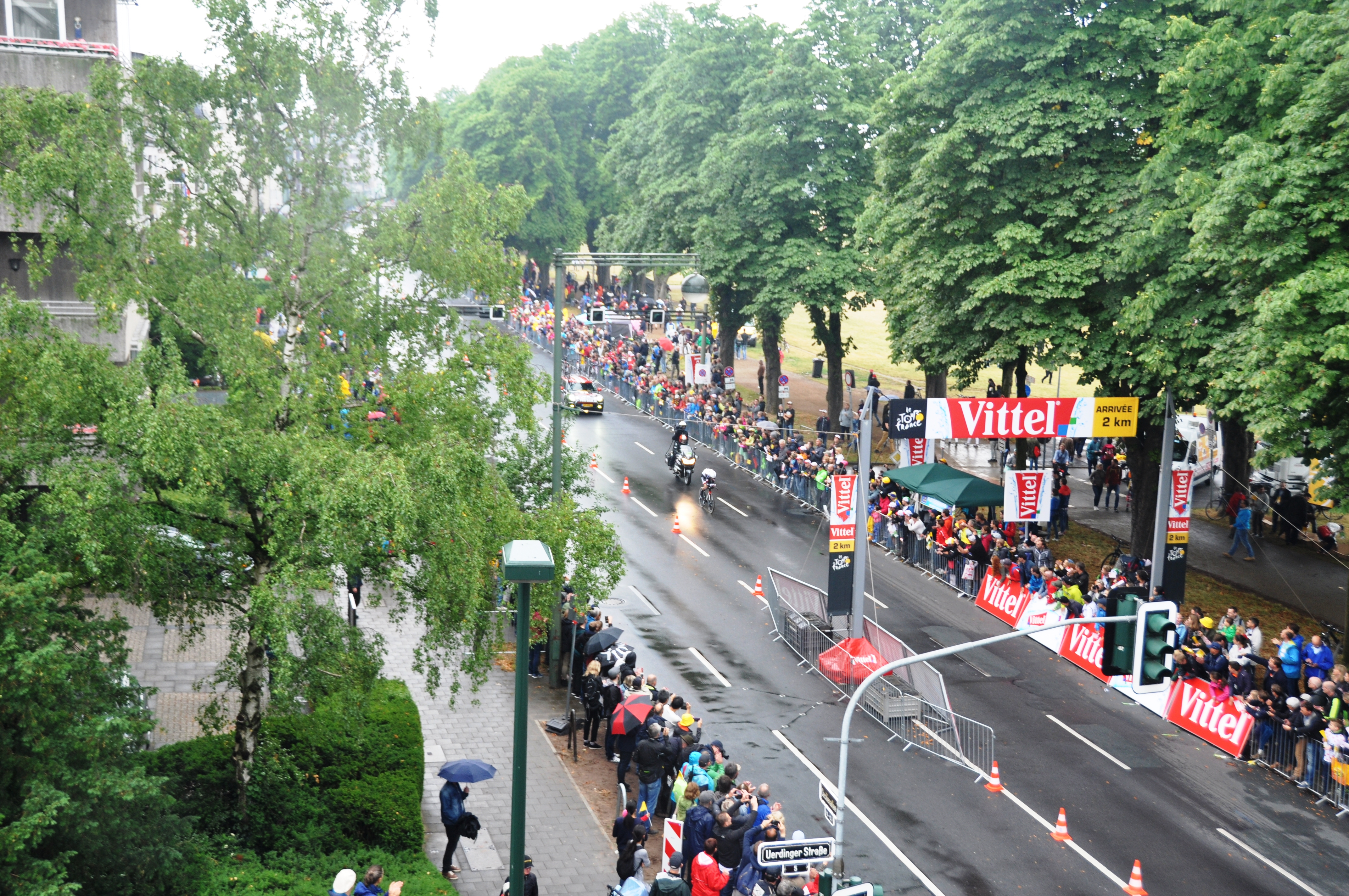
Pluja durant la disputa de l'etapa

El francès Elie Gesbert, membre de l'equip Fortuneo-Oscaro i el benjamí d'aquesta edició del Tour, va ser el primer en prendre la sortida. Andriy Grivko (16 min 21 s), Nikias Arndt (16 min 20 s), Matteo Trentin (16 min 14 s), Vasil Kiryienka (16 min 11 s) el van anar succeint al capdavant del rànquing provisional. Kiryenka, antic campió del món de contrarellotge, va ser finalment batut pel seu company d'equip Geraint Thomas, que va finalitzar el recorregut de 14 km en un temps 16 minuts i 4 segons.
Durant l'etapa van caure diversos corredors a causa que la pluja havia deixat el terra mullat. Dos de ells, Alejandro Valverde i Ió Izagirre, van haver d'abandonar. Els líders d'equips i favorits de l'etapa van adoptar una actitud més prudent. Richie Porte, després d'haver vist la caiguda del seu company Nicolas Roche, va acabar a 47 segons de Thomas. El campió del món Tony Martin, l'un dels favorits de l'etapa, va finalitzar a 8 segons. Només el suís Stefan Küng, recent campió de Suïssa de contrarellotge i antic campió del món de persecució, semblava posició d'amenaçar el temps de Geraint Thomas. Fracassà per cinc segons i va ocupar el segon lloc. L'últim en sortir, el guanyador de l'edició anterior Christopher Froome va finalitzar en sisena posició, a 12 segons.
Aquesta etapa va representar un gran èxit pel l'equip Sky, que va situar quatre dels seus corredors dins les vuit primeres places. Froome va obtenir un avantatge més important de l'esperat sobre els seus principals rivals, relegats a més de mig minut. Mentre alguns rivals, com Nairo Quintana i Romain Bardet, van han realitzar una actuació conforme al seu nivell en contrarellotge, d'altres, com Richie Porte, que acabà a 35 segons de Froome, o Alberto Contador, van tenir una actuació decebedora. L'abandó de Valverde per caiguda, va afeblir Nairo Quintana durant la resta de la cursa.
Alejandro Valverde, que va patir fractura de la ròtula i del turmell esquerra, va haver de ser operat i donar per finalitzada la temporada. Ion Izagirre es va fractura una vèrtebra lumbar.

## Classificació de l'etapa
| \| Classificació de l'etapa \| Classificació de l'etapa \| Classificació de l'etapa \| Classificació de l'etapa \| Classificació de l'etapa \| \| Corredor \| Corredor \| Equip \| Temps \| \| \| ------------------------ \| ------------------------ \| ------------------------ \| ------------------------ \| ------------------------ \| \| 1r \| Geraint Thomas \| Team Sky \| 16' 04" \| \| \| 2n \| Stefan Küng \| BMC Racing Team \| + 5" \| \| \| 3r \| Vassil Kirienka \| Team Sky \| + 7" \| \| \| 4t \| Tony Martin \| Katusha-Alpecin \| + 8" \| \| \| 5è \| Matteo Trentin \| Quick-Step Floors \| + 10" \| \| \| 6è \| Christopher Froome \| Team Sky \| + 12" \| \| \| 7è \| Jos van Emden \| LottoNL-Jumbo \| + 15" \| \| \| 8è \| Michał Kwiatkowski \| Team Sky \| + 15" \| \| \| 9è \| Marcel Kittel \| Quick-Step Floors \| + 16" \| \| \| 10è \| Edvald Boasson Hagen \| Dimension Data \| + 16" \| \| |                      |                   |         |
| |                      |                   |         |
| Fonts: ProCyclingStats Cycling Archives |                      |                   |         |
| Classificació de l'etapa |                      |                   |         |
| Corredor | Corredor             | Equip             | Temps   |
| 1r | Geraint Thomas       | Team Sky          | 16' 04" |
| 2n | Stefan Küng          | BMC Racing Team   | + 5"    |
| 3r | Vassil Kirienka      | Team Sky          | + 7"    |
| 4t | Tony Martin          | Katusha-Alpecin   | + 8"    |
| 5è | Matteo Trentin       | Quick-Step Floors | + 10"   |
| 6è | Christopher Froome   | Team Sky          | + 12"   |
| 7è | Jos van Emden        | LottoNL-Jumbo     | + 15"   |
| 8è | Michał Kwiatkowski   | Team Sky          | + 15"   |
| 9è | Marcel Kittel        | Quick-Step Floors | + 16"   |
| 10è | Edvald Boasson Hagen | Dimension Data    | + 16"   |

## Classificació per punts
| Classificació per punts | Classificació per punts | Classificació per punts | Classificació per punts | Classificació per punts |
| Corredor                | Corredor                | Equip                   | Punts                   |                         |
| ----------------------- | ----------------------- | ----------------------- | ----------------------- | ----------------------- |
| 1r                      | Geraint Thomas          | Team Sky                | 20 pts                  |                         |
| 2n                      | Stefan Küng             | BMC Racing Team         | 17 pts                  |                         |
| 3r                      | Vassil Kirienka         | Team Sky                | 15 pts                  |                         |
| 4t                      | Tony Martin             | Katusha-Alpecin         | 13 pts                  |                         |
| 5è                      | Matteo Trentin          | Quick-Step Floors       | 11 pts                  |                         |
| 6è                      | Christopher Froome      | Team Sky                | 10 pts                  |                         |
| 7è                      | Jos van Emden           | LottoNL-Jumbo           | 9 pts                   |                         |
| 8è                      | Michał Kwiatkowski      | Team Sky                | 8 pts                   |                         |
| 9è                      | Marcel Kittel           | Quick-Step Floors       | 7 pts                   |                         |
| 10è                     | Edvald Boasson Hagen    | Dimension Data          | 6 pts                   |                         |

## Classificació del millor jove
| Classificació del millor jove | Classificació del millor jove | Classificació del millor jove | Classificació del millor jove | Classificació del millor jove |
| Corredor                      | Corredor                      | Equip                         | Temps                         |                               |
| ----------------------------- | ----------------------------- | ----------------------------- | ----------------------------- | ----------------------------- |
| 1r                            | Stefan Küng                   | BMC Racing Team               | 16' 09"                       |                               |
| 2n                            | Pierre Latour                 | AG2R La Mondiale              | + 20"                         |                               |
| 3r                            | Aleksei Lutsenko              | Astana                        | + 24"                         |                               |
| 4t                            | Timo Roosen                   | LottoNL-Jumbo                 | + 29"                         |                               |
| 5è                            | Simon Yates                   | Orica-Scott                   | + 32"                         |                               |

## Classificació per equips
| Classificació per equips | Classificació per equips | Classificació per equips | Classificació per equips |
| Equip                    | Equip                    | Temps                    |                          |
| ------------------------ | ------------------------ | ------------------------ | ------------------------ |
| 1r                       | Sky                      | 48' 31"                  |                          |
| 2n                       | Quick-Step Floors        | + 37"                    |                          |
| 3r                       | Team Sunweb              | + 58"                    |                          |
| 4t                       | Lotto NL-Jumbo           | + 1' 01"                 |                          |
| 5è                       | Katusha-Alpecin          | + 1' 01"                 |                          |
| 6è                       | BMC Racing Team          | + 1' 07"                 |                          |
| 7è                       | Movistar Team            | + 1' 08"                 |                          |
| 8è                       | Bora-Hansgrohe           | + 1' 19"                 |                          |
| 9è                       | Orica-Scott              | + 1' 19"                 |                          |
| 10è                      | Astana                   | + 1' 19"                 |                          |

## Abandons
- Dorsal 29 -  Alejandro Valverde (Movistar)
- Dorsal 191 -  Ion Izagirre (Bahrain-Merida)